# Achangaran

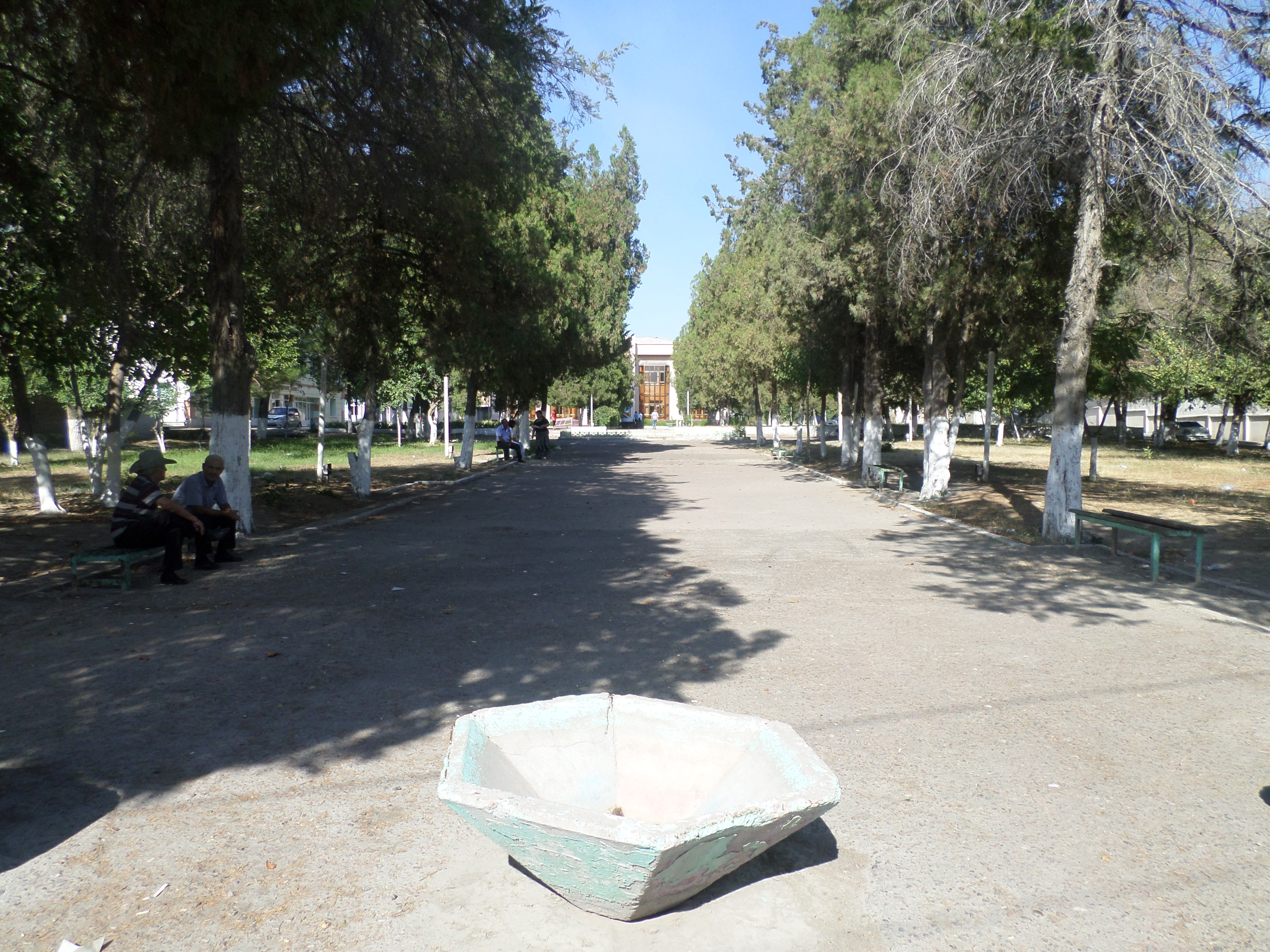
En gata i Achangaran.

Achangaran (uzbekiska: Ohangaron; ryska: Ахангаран Achangaran) är en mindre stad i provinsen Tasjkent i östra Uzbekistan. Invånarantalet beräknades till 30 900 år 2005. Staden ligger just norr om Almalyk en bit sydöst om huvudstaden Tasjkent.